# Atrocidades na República Democrática do Congo
Atrocidades na República Democrática do Congo referem-se a diversos massacres e violações dos direitos humanos ocorridos na República Democrática do Congo entre 1994 e 2004.
Os diversos conflitos na República Democrática do Congo fizeram quase 4 milhões de mortos entre 1998 e 2004, de acordo com estimativas da organização não-governamental International Rescue Committee (IRC) (Janeiro de 2006), durante a Primeira Guerra do Congo (entre 1996-1997), a Segunda Guerra do Congo (entre 1998-2002) e no governo de transição (2003-2006). Estes massacres, alguns dos quais constituem crimes contra a humanidade, foram objeto de investigações parciais que levaram os meios de comunicação por vezes a qualificarem de "genocídio congolês", muitas vezes, com vista a confirmar a tese de "genocídio duplo", uma abordagem rejeitada por historiadores, como Jean-Pierre Chrétien,  Gerard Prunier e Alison Desforges. O principal obstáculo para a caracterização de genocídio dos massacres dos congoleses vem da constatação de que estes massacres são diversos, operados por vários atores, por motivos diversos; embora o número de vítimas e a atrocidade de alguns massacres evoquem o que a linguagem comum chama de genocídio. No entanto, após a Segunda Guerra do Congo, 98% da mortalidade, segundo o IRC, deve-se à desnutrição e falta de cuidados devido à situação de guerra, bem como à perpetuação da insegurança durante o período do Governo de Transição e a Guerra do Kivu. 
Alguns dos episódios referidos como genocídio incluem os massacres de hutus durante a Primeira Guerra do Congo e o Effacer le tableau.